# 양뢰성
양뢰성(梁雷聲, 1973년 4월 21일 ~ )은 대한민국의 펜싱 선수로 주 종목은 에페이다. 1996년과 2000년 하계 올림픽 개인전과 단체전에 대한민국 국가대표로 참가했다. 
현재 익산시청 펜싱팀의 코치를 맡고 있다.